# Cascavel (Paraná)
Cascavel é um município brasileiro localizado na região Oeste do estado do Paraná, do qual é o quinto mais populoso, com 364 104 habitantes, conforme estimativa do Instituto Brasileiro de Geografia e Estatística (IBGE) publicada em 2024. É  enquadrado como uma cidade de porte médio-grande.
A distância rodoviária até Curitiba, capital administrativa estadual, é de 491 quilômetros, e de Brasília, capital federal, de 1 457 quilômetros.
Consideravelmente novo e com topografia privilegiada, teve seu desenvolvimento planejado, o que lhe deu ruas largas e bairros bem distribuídos, com o quarto melhor planejamento e urbanismo do país, de acordo com o Ranking Connected Smart Cities 2020.
Com área de 2 091,199 km², é o sétimo município em extensão territorial do estado, conta com a décima maior população da Região Sul, é sede da Região Metropolitana de Cascavel, capital regional do Oeste do Paraná e polo estratégico do Mercosul.

## História

### Ciclo da erva-mate
Os índios caingangues povoavam a região Oeste do Paraná, que teve a ocupação iniciada pelos espanhóis em 1557, quando fundaram a Ciudad Real del Guahyrá, cujo sítio arqueológico encontra-se no município de Terra Roxa.
Uma nova ocupação se deu a partir de 1730, com o tropeirismo, mas a chegada de habitantes para a área atual do município iniciou-se no final da década de 1910, por colonos caboclos e descendentes de imigrantes eslavos, no auge do ciclo da erva-mate.

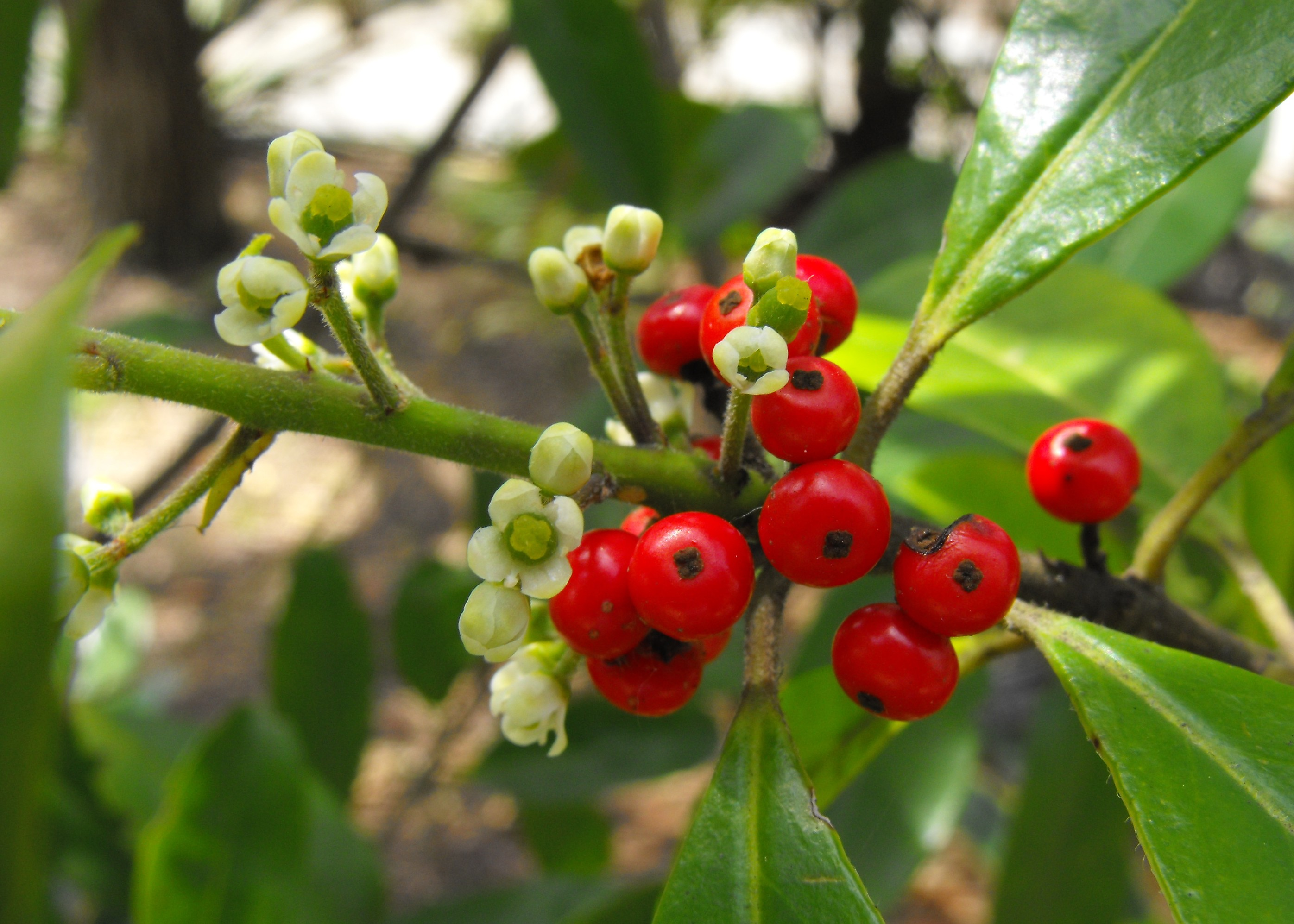
Erva-mate, nativa da região

A vila começou a se formar em 28 de março de 1928, quando José Silvério de Oliveira, o "Nhô Jeca", arrendou parte das terras de Antônio José Elias, nas quais se encontrava a "Encruzilhada dos Gomes", um entroncamento de várias trilhas abertas por ervateiros, tropeiros e militares, onde montou um armazém. No local hoje encontra-se a Praça Getúlio Vargas, com o obelisco representativo do "marco zero" da cidade. Seu espírito empreendedor foi fundamental para a chegada de novas pessoas, que traziam ideias e investimentos.
Nos anos seguintes, centenas de migrantes sulistas, a maioria de origem polonesa, alemã, italiana, ucraniana e cabocla, vindos de regiões cafeeiras, deram início às atividades econômicas, como a exploração da madeira, agricultura e criação de suínos. O povoado tornou-se distrito em 1938.
Deve-se levar em conta que a localidade já constava nos mapas militares desde 1924, e que a vila foi oficializada pela prefeitura de Foz do Iguaçu em 1936, com a denominação de Cascavel, mas o prelado daquele município, monsenhor Guilherme Maria Thiletzek, rebatizou-a como "Aparecida dos Portos", nome que não vingou entre a população.

### Ciclo da madeira

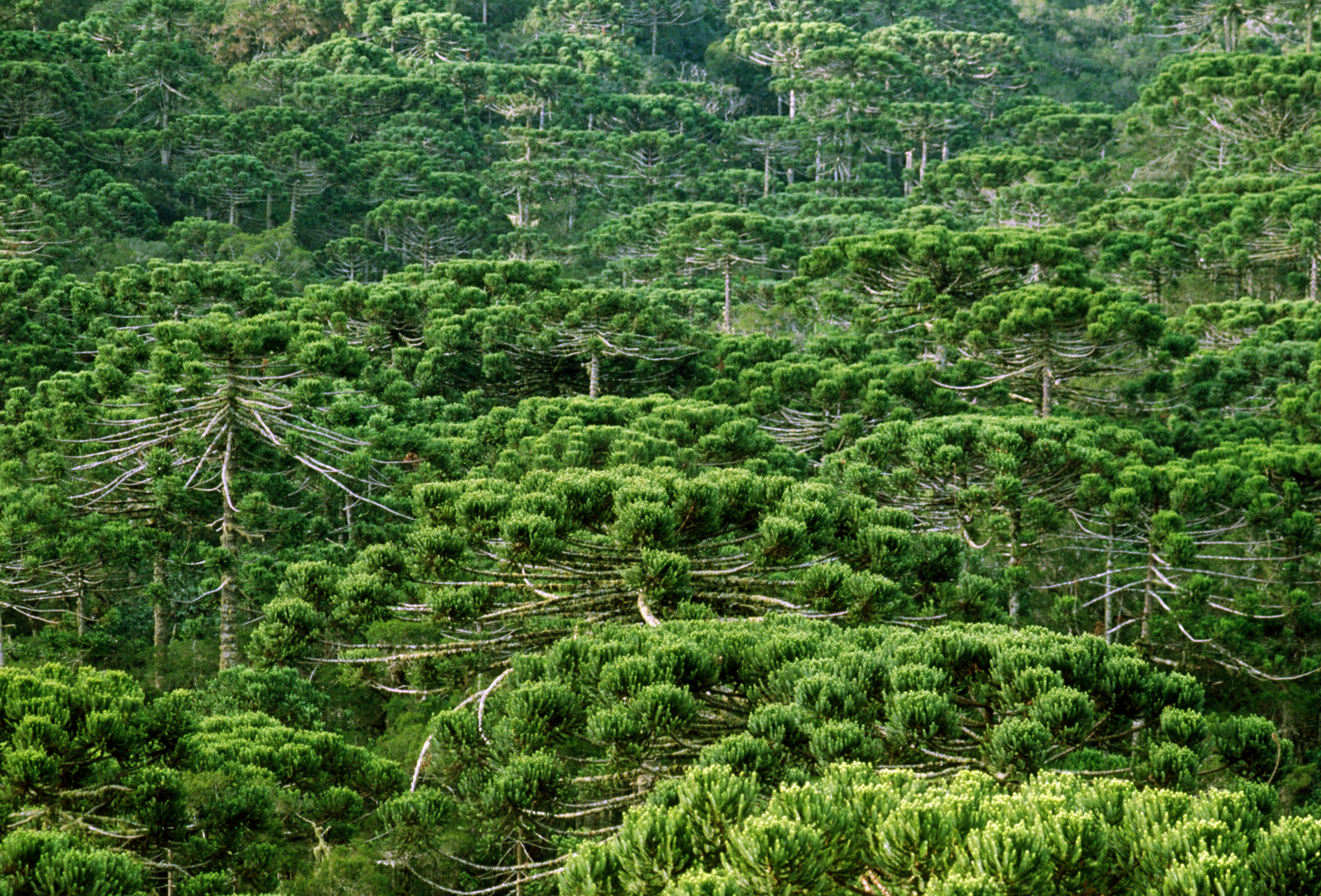
Floresta de Araucárias, típica da região

Ainda na década de 1930, com o ciclo da erva-mate extinto, uma ocupação maior da área deu início ao chamado "ciclo da madeira", o que atraiu grande número de famílias de Santa Catarina e do Rio Grande do Sul, em especial descendentes de imigrantes europeus, que chegaram para explorar a floresta, que tinha a preponderância da Araucária. Estes migrantes formaram a base populacional do município.
Na medida em que as matas nativas eram esgotadas, o extrativismo cedia lugar ao setor agropecuário, que embasa a economia da região até os dias atuais.
Em 1938, já com a denominação definitiva de Cascavel, tornou-se distrito administrativo.

### Emancipação
O município de Cascavel foi emancipado no dia 14 de novembro de 1951, por meio da Lei Estadual n° 790, desmembrando-se de Foz do Iguaçu, tendo como primeiro prefeito José Neves Formighieri. O censo do ano anterior contou uma população de 404 habitantes.
Por décadas houve uma discussão se esta seria a data correta, pois a instalação do primeiro governo municipal ocorreu apenas no dia 14 de dezembro de 1952, mas em 2010, a Lei 5.689 pôs fim ao assunto.

### Desenvolvimento
Encerrado o ciclo da madeira, no final da década de 1970, a industrialização teve um impulso, concomitantemente com o aumento da atividade agropecuária, do comércio e da prestação de serviços.
Em poucas décadas, Cascavel passou de um ponto de parada e descanso de viajantes e tropeiros para o maior município do Oeste do Paraná e um dos maiores polos econômicos da região Sul do Brasil.

### Toponímia
O termo originou-se do Provençal cascavel, do latim clássico cascabus, variante popular de caccabus, que designava o envoltório de certas sementes, que ainda hoje é utilizado no idioma pátrio sob a forma cascabulho, relacionado à casca. Seu significado inicial é o de guizo, chocalho, e se aplicou ao ofídio cascavel devido às excrescências ósseas da extremidade da cauda, que fazem um ruído para avisar e afugentar os inimigos. Em inglês ela é chamada de rattlesnake, "cobra de chocalho" em tradução literal.
Segundo a lenda, o nome do município surgiu quando tropeiros pernoitavam nos arredores de um rio e ouviram o forte som de uma cobra cascavel. Após buscas, encontraram e mataram o animal. Tal fato fez com que o local ficasse conhecido como "Pouso da Cascavel".

## Administração

### Legislativo
O Poder Legislativo de Cascavel é representado pela Câmara Municipal, que conta com vinte e um vereadores.

## Geografia

### Geografia física
Situa-se no Terceiro Planalto do estado, na região Oeste Paranaense, com uma altitude variando em torno dos 781 metros e uma área de 2.101,074 km². 
Localiza-se a uma latitude 24º57'21" Sul e a uma longitude 53º27'19" Oeste, possuindo solo avermelhado.

### Dados climáticos
O clima é subtropical úmido, com temperatura média anual em torno de 19 °C. A temperatura máxima média em janeiro é de 28,6 °C, e em julho a mínima média é de 11,2 °C, com ocorrência de geadas. Há registros de neve em 1975, 1979, 1982, 2000 e 2013.
Chuva congelada também é uma das precipitações de inverno de registro eventual, com a ocorrência mais recente na tarde de 28 de junho de 2021.
De acordo com a classificação climática de Köppen-Geiger, Cascavel situa-se na região climática Cfa, com verão quente e temperaturas superiores a 22 °C nesta estação, com mais de 30 mm de chuva no mês mais seco.
As temperaturas extremas foram registradas em  17 de julho de 1975 (máxima de 3,4 °C e mínima de -4,2 °C)  e 15 de outubro de 2014 (39,2 °C).
| Dados climatológicos para Cascavel | Dados climatológicos para Cascavel | Dados climatológicos para Cascavel | Dados climatológicos para Cascavel | Dados climatológicos para Cascavel | Dados climatológicos para Cascavel | Dados climatológicos para Cascavel | Dados climatológicos para Cascavel | Dados climatológicos para Cascavel | Dados climatológicos para Cascavel | Dados climatológicos para Cascavel | Dados climatológicos para Cascavel | Dados climatológicos para Cascavel | Dados climatológicos para Cascavel |
| Mês                                | Jan                                | Fev                                | Mar                                | Abr                                | Mai                                | Jun                                | Jul                                | Ago                                | Set                                | Out                                | Nov                                | Dez                                | Ano                                |
| ---------------------------------- | ---------------------------------- | ---------------------------------- | ---------------------------------- | ---------------------------------- | ---------------------------------- | ---------------------------------- | ---------------------------------- | ---------------------------------- | ---------------------------------- | ---------------------------------- | ---------------------------------- | ---------------------------------- | ---------------------------------- |
| Temperatura máxima recorde (°C)    | 34,4                               | 34,1                               | 37,6                               | 32,2                               | 31,0                               | 28,0                               | 28,9                               | 33,2                               | 35,4                               | 39,2                               | 36,6                               | 36,4                               | 39,2                               |
| Temperatura máxima média (°C)      | 28,6                               | 28,3                               | 28,2                               | 25,8                               | 22,4                               | 20,4                               | 20,9                               | 22,7                               | 24,0                               | 26,3                               | 27,8                               | 28,3                               | 25,3                               |
| Temperatura mínima média (°C)      | 19,1                               | 18,9                               | 18,2                               | 15,9                               | 13,3                               | 11,5                               | 11,2                               | 12,5                               | 13,5                               | 15,8                               | 17,1                               | 18,6                               | 15,5                               |
| Temperatura mínima recorde (°C)    | 9,8                                | 9,2                                | 6,7                                | 3,6                                | −0,4                               | −1,0                               | −4,2                               | −1,9                               | 0,2                                | 4,0                                | 7,2                                | 10,8                               | −4,2                               |
| Precipitação (mm)                  | 188                                | 178                                | 142                                | 167                                | 190                                | 131                                | 109                                | 110                                | 158                                | 227                                | 182                                | 188                                | 1 971                              |
| Fonte: IAPAR                       |                                    |                                    |                                    |                                    |                                    |                                    |                                    |                                    |                                    |                                    |                                    |                                    |                                    |

### Hidrografia
Os cursos d'água que banham o município de Cascavel pertencem a três bacias: Bacia do Rio Piquiri, Bacia do Rio Paraná e Bacia do Rio Iguaçu. O principal deles é o Rio Cascavel, mas outros que também abastecem a cidade são o Rio Saltinho, Rio Peroba e Rio Quati.

### Demografia
De acordo com o IBGE, a base populacional de Cascavel é formada pelas seguintes etnias:
| Etnia    | Percentual |
| -------- | ---------- |
| Branca   | 70,15%     |
| Negra    | 2,59%      |
| Parda    | 26,25%     |
| Amarela  | 0,88%      |
| Indígena | 0,27%      |

### Evolução da população
Cascavel experimentou um crescimento populacional significativo desde a sua fundação, principalmente nas primeiras décadas, fomentado pela migração em massa, especialmente de pessoas vindas dos estados de Santa Catarina e Rio Grande do Sul. Por outro lado, vários municípios foram desmembrados a partir de seu território original, o que desacelerou sua expansão demográfica. 
Em 2024, o IBGE estimou uma população de 364 104 habitantes.
A densidade demográfica é de 173,3 habitantes por quilômetro quadrado e o Índice de Desenvolvimento Humano Municipal (IDHM) em 2010 era de 0,782, o quarto do Paraná, de acordo com o IBGE.

### Região Metropolitana de Cascavel
Ver artigo principal: Região Metropolitana de Cascavel
Cascavel é sede da Região Metropolitana de Cascavel, área em processo de conurbação que compreende 23 municípios da Mesorregião Oeste e somam 552 097 habitantes. Foi aprovada pela Assembleia Legislativa do Paraná em 16 de dezembro de 2014, pelo projeto de lei 402/2012 e sancionada pelo governador Beto Richa em 14 de janeiro de 2015, atendendo assim uma antiga reivindicação local.

### Divisão territorial

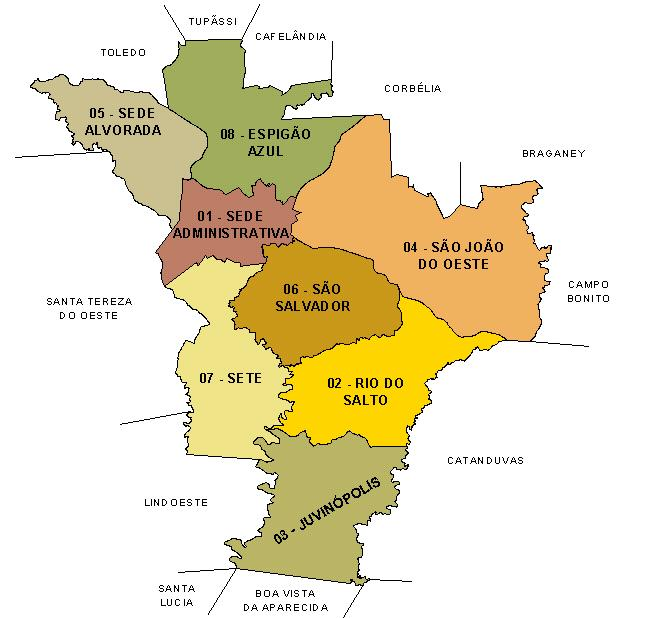
Divisão administrativa.

De acordo com a Lei Municipal nº 3.765 de 09.12.2003, o município de Cascavel está dividido em oito distritos administrativos:
Distrito sede, com 142,09 km²; Sede Alvorada, com 193,03 km²; Juvinópolis, com 275,28 km²; Rio do Salto, com 265,05 km²; São João do Oeste, com 477,10 km²; Espigão Azul, com 282,64 km²; Distrito Sete, com 246,53 km²; São Salvador, com 231,01 km².

#### Bairros

##### Cidades-irmãs
- Saint-Hyacinthe [30]
- Beitunia [31]

## Transporte
Conhecida em seus primórdios como "Encruzilhada", Cascavel garantiu o seu desenvolvimento pela estratégica posição geográfica e por ser um grande entroncamento rodoviário que o faz passagem obrigatória para vários destinos, como a capital Curitiba, a região Norte do Paraná, os estados de Santa Catarina, Rio Grande do Sul, São Paulo, Mato Grosso do Sul, Mato Grosso, portos do litoral e os países vizinhos Paraguai e Argentina.

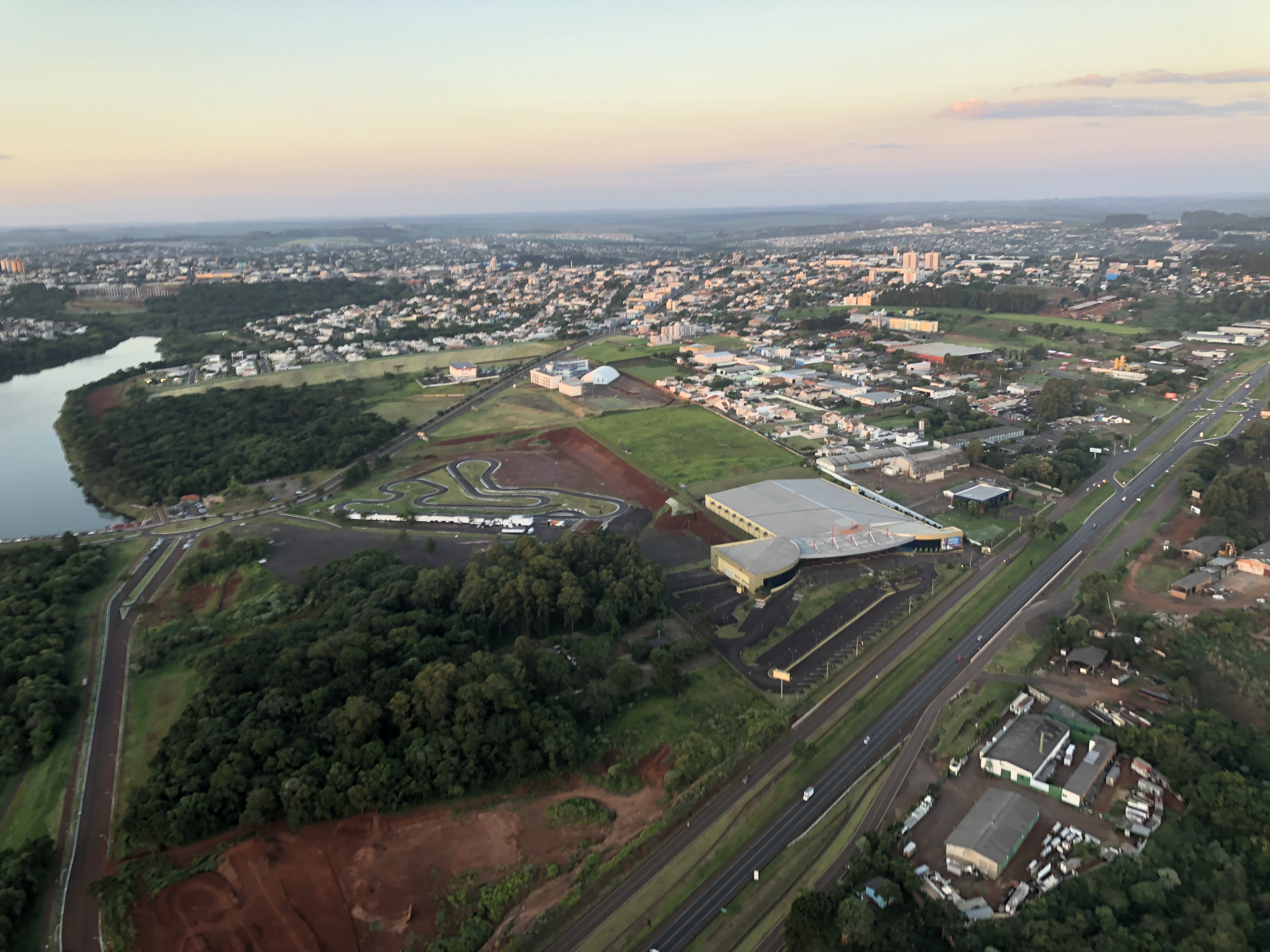
BR 277, próximo ao perímetro urbano da cidade

### Rodoviário
O município é servido por seis rodovias, sendo quatro federais e duas estaduais. 
| Rodovia | Tipo     | Início                     | Término         |
| ------- | -------- | -------------------------- | --------------- |
| BR 277  | Federal  | Paranaguá                  | Foz do Iguaçu   |
| BR 467  | Federal  | Marechal Cândido Rondon    | Cascavel        |
| BR 369  | Federal  | Oliveira                   | Cascavel        |
| BR 163  | Federal  | Santarém                   | Tenente Portela |
| PR 180  | Estadual | Euclides da Cunha Paulista | Campo Erê       |
| PR 182  | Estadual | Rosana                     | Palma Sola      |
| PR-486  | Estadual | Perobal                    | Cascavel        |

### Ferroviário
O transporte ferroviário de Cascavel teve início na década de 1980, com a construção da Ferrovia Paraná Oeste. Como estrutura de apoio, foi instalado às margens dos trilhos o Porto Seco de Cascavel.
A Ferrovia encontra-se em processo de reestruturação, com projetos de privatização para sua expansão.  
- Ferroeste: Ferrovia Paraná Oeste, construída na década de 1980, liga o município até Guarapuava, onde se integra à malha ferroviária brasileira. É o principal modal de escoamento da produção agropecuária da região ao Porto de Paranaguá. Em novembro de 2015, dobrou a capacidade de transporte com a aquisição de novos equipamentos, entre locomotivas e vagões, fechando o ano com uma acréscimo de 143% no volume transportado.[33][34] Em 2022 foi aprovado o projeto de expansão da ferrovia, de Maracaju, no Mato Grosso do Sul, a Paranaguá, com dois ramais ligando Foz do Iguaçu, no Paraná, e Chapecó, em Santa Catarina, a Cascavel, com o objetivo de conceder todo o trecho à iniciativa privada.[35]

### Aéreo

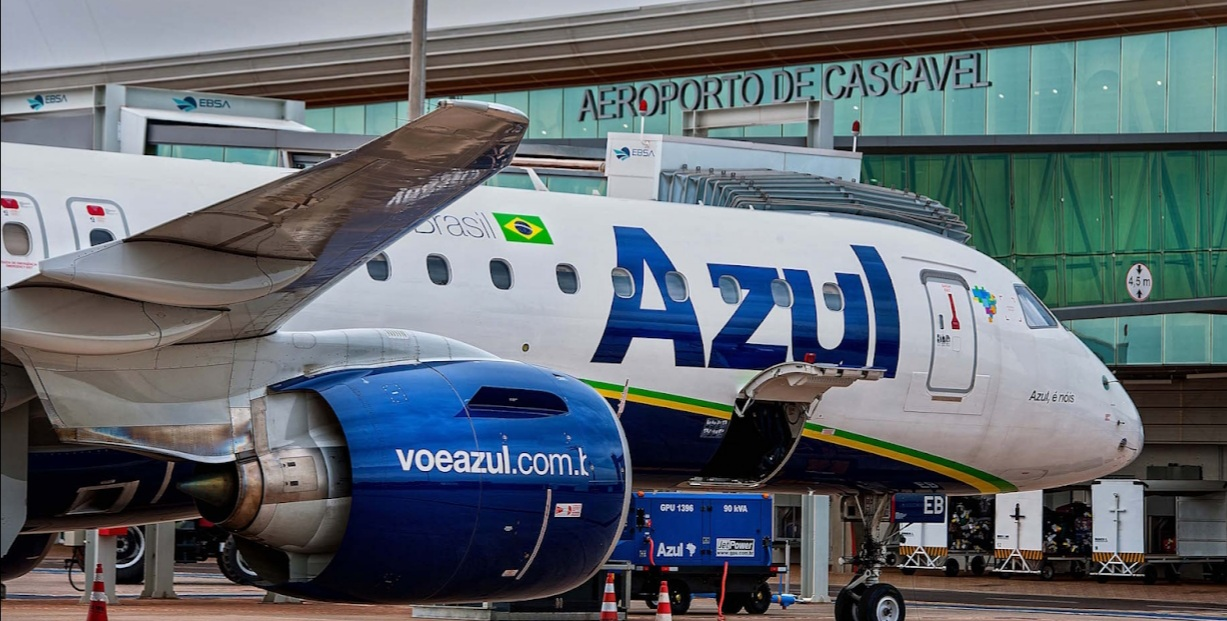
Aeroporto Regional

O município conta com três estruturas de transporte aéreo:
- Aeroporto Regional do Oeste, servido pelas três maiores companhias aéreas do país, atende parte da Mesorregião Oeste, notadamente as microrregiões de Cascavel e Toledo. Em 2022, 2023 e 2024 recebeu o prêmio de "Melhor Aeroporto Regional do Brasil", concedido pela Secretaria Nacional de Aviação Civil [36]
- Executivo, aeródromo privado que atende à aviação executiva.
- Aeroleve, aeródromo privado que atende voos esportivos, de pequenas aeronaves e executivos.

### Urbano

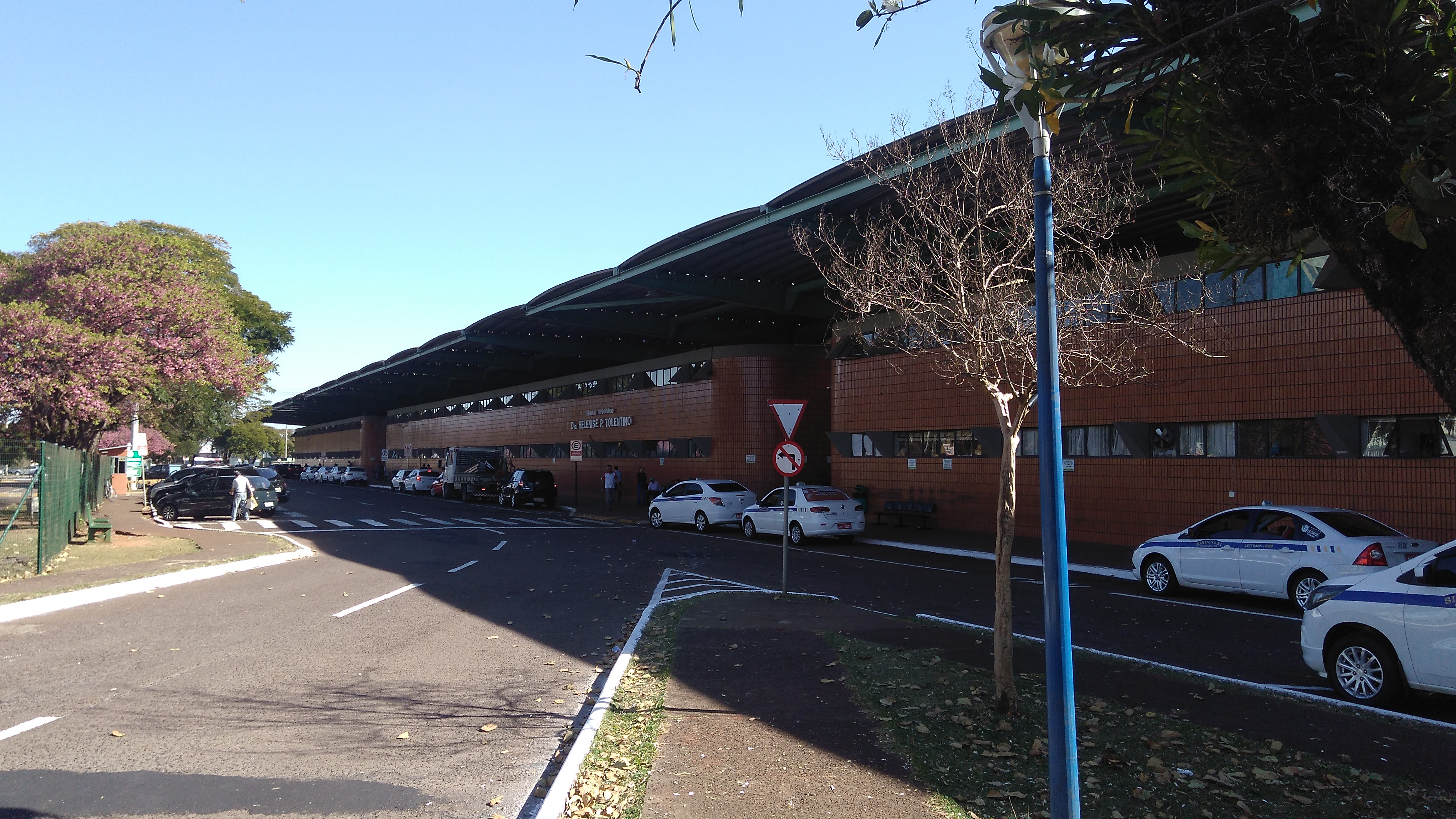
Terminal rodoviário

O transporte coletivo urbano de Cascavel é gerenciado e fiscalizado pela Transitar, autarquia municipal. Sua estrutura compreende duas empresas, cinquenta e quatro linhas, frota de mais de cento e cinquenta ônibus, cinco terminais de transbordo e mais de mil pontos. Todos os veículos são adaptados com elevador para cadeira de rodas.
Os cinco terminais (Terminal Oeste, Leste, Nordeste, Sudoeste e Terminal Sul) fazem a integração entre as linhas pagando-se uma passagem. O Terminal Leste tem 2.006,84 m², além da área de estacionamento, já o Terminal Nordeste possui uma área de 1.955,00 m², mais anexos, como quadra de futebol, academia ao ar livre, estacionamento e bicicletários. Ambos os terminais fazem parte do PDI - Programa de Desenvolvimento Integrado e entraram em operação no dia 1 de setembro de 2018.
Os terminais Oeste e Sudoeste entraram em funcionamento no dia 16 de fevereiro de 2019, junto com o novo modal de transporte, com o uso das canaletas exclusivas para os ônibus nas Avenidas Brasil, Tancredo Neves e Barão do Rio Branco.
O Terminal Sul, inaugurado em 14 de dezembro de 2000, possui área de 3.270 m² e seu funcionamento se dá com o sistema de integração temporal, na estação central da cidade.
Terminal Rodoviário
O Terminal Rodoviário de Cascavel é uma estação de embarque que foi  inaugurada em 4 de julho de 1987 e está localizado na Avenida Assunção, bairro Alto Alegre. 
Com uma área de 10.860 m² e trinta e duas plataformas de embarque, tem movimento mensal superior a onze mil ônibus, ultrapassando os duzentos mil passageiros a cada mês.

### Porto Seco
A Estação Aduaneira do Interior - EADI, conhecida como "Porto Seco de Cascavel", é um terminal intermodal alfandegado de uso público, sendo um importante instrumento de desembaraço aduaneiro de produtos importados e exportados do Brasil, Argentina, Paraguai e Chile, além de um facilitador do comércio exterior das indústrias e agroindústrias da região, via Porto de Paranaguá e Aeroporto Afonso Pena.
Inaugurado em 2002, é administrado pela CODAPAR.

## Economia
Com sua economia alicerçada no agronegócio, Cascavel é também um grande centro comercial e de prestação de serviços, em processo constante de industrialização. Tem como destaque os setores atacadista, de saúde, ensino superior, indústria metalúrgica, de confecção e de alimentos.
Em 2018, o número de empresas e prestadores de serviços atuantes era de 16 202, segundo dados do IBGE, que colocam o município em quarto lugar no ranking estadual.
Foi também em 2018 que a consultoria Urban Systems, especializada em pesquisas sobre o desenvolvimento, indicou Cascavel como a terceira melhor cidade do Paraná e a vigésima terceira do Brasil para se fazer negócios, conforme matéria da Revista Exame.
Em 2014, ficou em 68° lugar entre os municípios brasileiros (6° do Paraná) no IFDM - Índice Firjan de Desenvolvimento Municipal estudo do Sistema FIRJAN que acompanha anualmente o desenvolvimento socioeconômico de todos os mais de cinco mil municípios brasileiros em três áreas de atuação: Emprego e renda, Educação e Saúde. O indice foi criado em 2008, tendo como base estatísticas públicas oficiais dos ministérios do Trabalho, Educação e Saúde.
Neste mesmo ano, o município ficou na 12ª colocação no ranking nacional do Índice dos Desafios da Gestão Municipal, que apresenta uma análise da evolução recente das 100 maiores cidades brasileiras com mais de 273.000 habitantes, e que respondem por mais da metade de tudo que é produzido no Brasil. O índice reúne 15 indicadores em quatro áreas críticas para a gestão pública: (1) Educação, (2) Saúde, (3) Segurança e (4) Saneamento e Sustentabilidade. A pesquisa que é feita pela empresa de consultoria Marcoplan, que analisa os principais desafios das cidades brasileiras avaliando suas receitas e despesas.
O município tem o 6° maior PIB do Paraná e o 80° do Brasil, responsável por 64% do PIB da Região Oeste.

### Setor primário

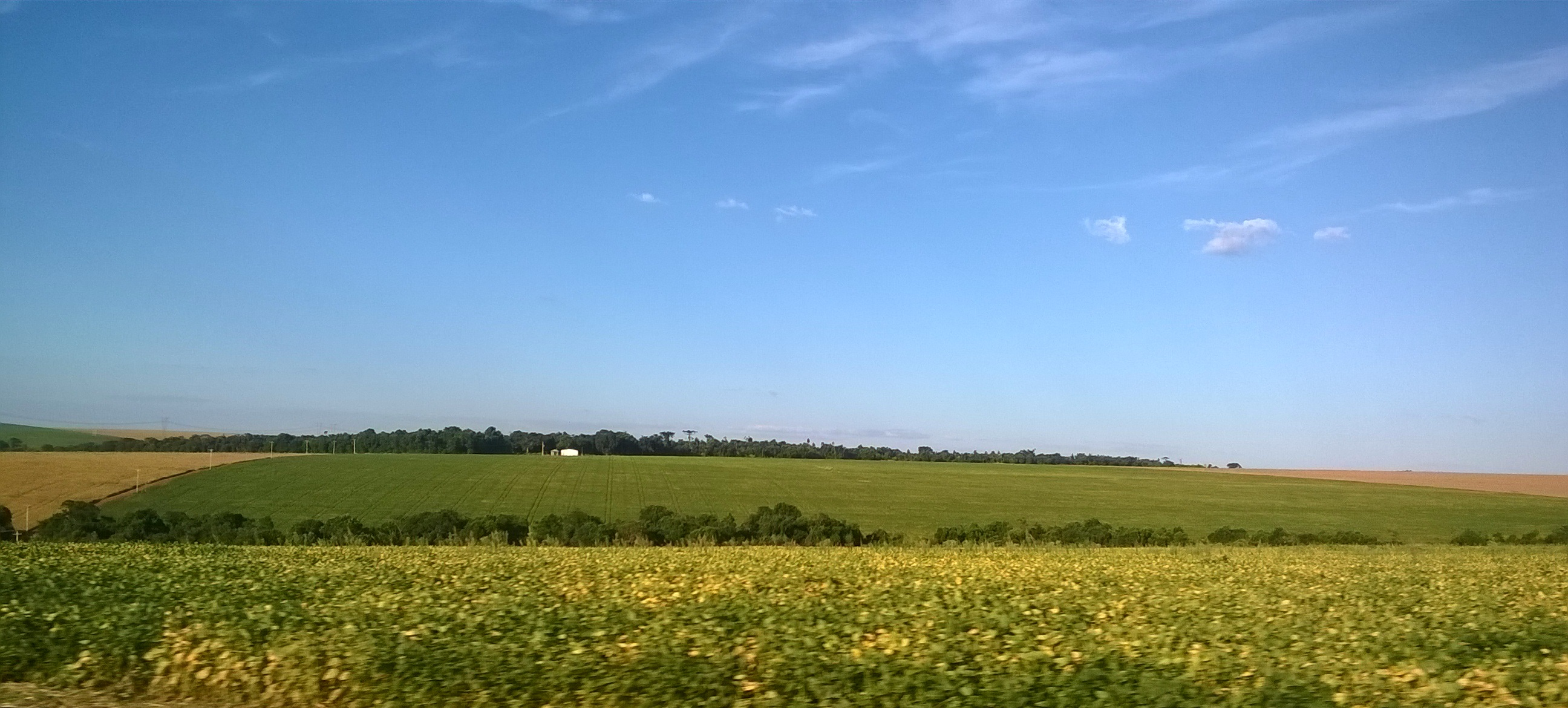
Agricultura em Cascavel

O setor primário da economia cascavelense é baseado na agropecuária, notadamente as culturas de soja, milho e trigo, na criação de aves, suínos e bovinos leiteiros e de corte.
A aquacultura é incrementada com o apoio de cooperativas, que instalaram na região frigoríficos especializados em peixes, especialmente em tilápia.
Outro ramo econômico que já embasou a economia é o madeireiro, hoje em número menor e que substituiu a extração de mata nativa pelo reflorestamento.
Conforme estudo realizado pela consultoria Urban System, e publicado pela revista Exame, em 2021, o município foi considerado o melhor no Paraná e o quarto no país para a realização de negócios no setor agropecuário. Para o mesmo ano, o Valor Bruto da Produção Agropecuária (VBP) registrou R$ 2,27 bilhões de reais. Em 2017, foram contabilizados 3.221 estabelecimentos agropecuários instalados no município.

### Setor secundário
Segundo o IPardes, em 2020 o município contava com 3 128 estabelecimentos industriais, de pequeno, médio e grande porte. Os ramos da indústria que mais empregam são a da transformação, construção civil, alimentação, metalúrgica e de confecção. A maior parte delas, cerca de 88%, é classificada como microempresa.
Os principais produtos de exportação são carnes (67,5%), adubos (8,5%), materiais para veículos de transporte (5,4%) e soja (4,9%), sendo uma característica do município a industrialização ligada à produção agrícola, já que a região é uma das maiores exportadoras ligadas ao agronegócio, tendo como principais destinos a China, Arábia Saudita, Paraguai e Uruguai.

### Setor terciário
Pela se localizar numa região considerada estratégica com um grande entroncamento rodoviário, o município prosperou no comércio e na prestação de serviços, com destaque para os setores atacadista, de saúde e de ensino superior.
Cascavel é sede de grandes grupos atacadistas, supermercadistas, transporte rodoviário de passageiros e cargas. Conta com doze instituições de ensino superior, que faz a população universitária ser estimada em vinte e um mil estudantes.
No setor de saúde, há cerca de 719 estabelecimentos, sendo nove hospitais, dois públicos, um do terceiro setor e seis privados. Grandes investimentos tem sido realizado em conjunto com o ensino da área de saúde, fazendo de Cascavel referência na medicina nacional.
Em paralelo, milhares de profissionais liberais e pequenos empresários prestam serviços de apoio às grandes empresas e instituições do setor terciário.

## Saúde e saneamento

### Saneamento básico
Cascavel encontra-se em primeiro lugar entre os municípios brasileiros no desenvolvimento dos serviços de água e esgoto. O estudo considera os principais indicadores de saneamento básico (abastecimento de água; coleta e tratamento de esgotos; perdas; investimentos/arrecadação), de acordo com o levantamento do Instituto Trata Brasil.
Os serviços são prestados integralmente pela Sanepar, estatal pertencente ao governo do estado do Paraná.
Todos os domicílios contam com serviço de água e coleta de esgoto, que é 100% tratado.

### Estabelecimentos de saúde
Em 2019, Cascavel contava com 719 estabelecimentos de saúde, entre os quais nove hospitais gerais de grande porte, sendo o Hospital Universitário e o Hospital de Retaguarda públicos, o UOPECCAN do terceiro setor, os hospitais São Lucas, Policlínica, Dr. Lima, CEONC e Gênesis, privados.

## Turismo
Desde os primórdios, a preocupação da municipalidade foi reservar espaços para a socialização e a preservação ambiental, razão pela qual Cascavel conta com significativo número de praças e parques públicos.

### Praças

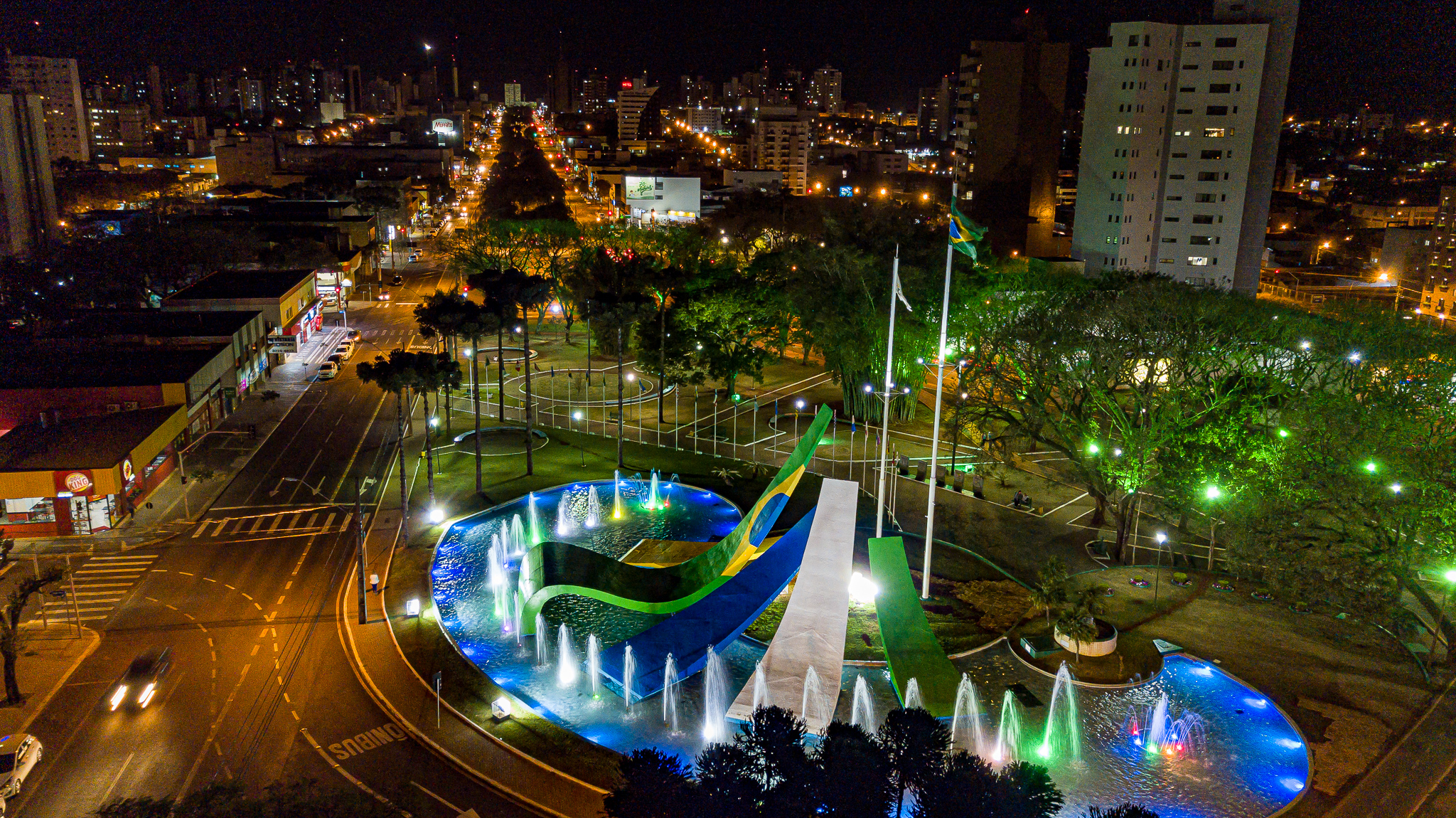
Praça do Migrante

A cidade de Cascavel foi planejada para ter grandes espaços públicos. Entre eles encontramos a Praça da Bíblia, construída em 2007; a Praça do Expedicionário, em honra aos veteranos da Segunda Guerra Mundial; a Praça do Migrante, que homenageia os pioneiros que ajudaram na construção de Cascavel; a Praça Getúlio Vargas, construída no marco zero da cidade; a Praça Itália e a Praça Japão, em homenagem aos imigrantes italianos e japoneses; a Praça Parigot de Souza, no bairro Country, que conta com uma concha acústica e espaços para apresentações culturais; Praça Rui Barbosa, no bairro Claudete; Praça Casemiro Cichon, no bairro Maria Luiza, e a Praça Wilson Joffre, segunda mais antiga, na área central.

### Parques

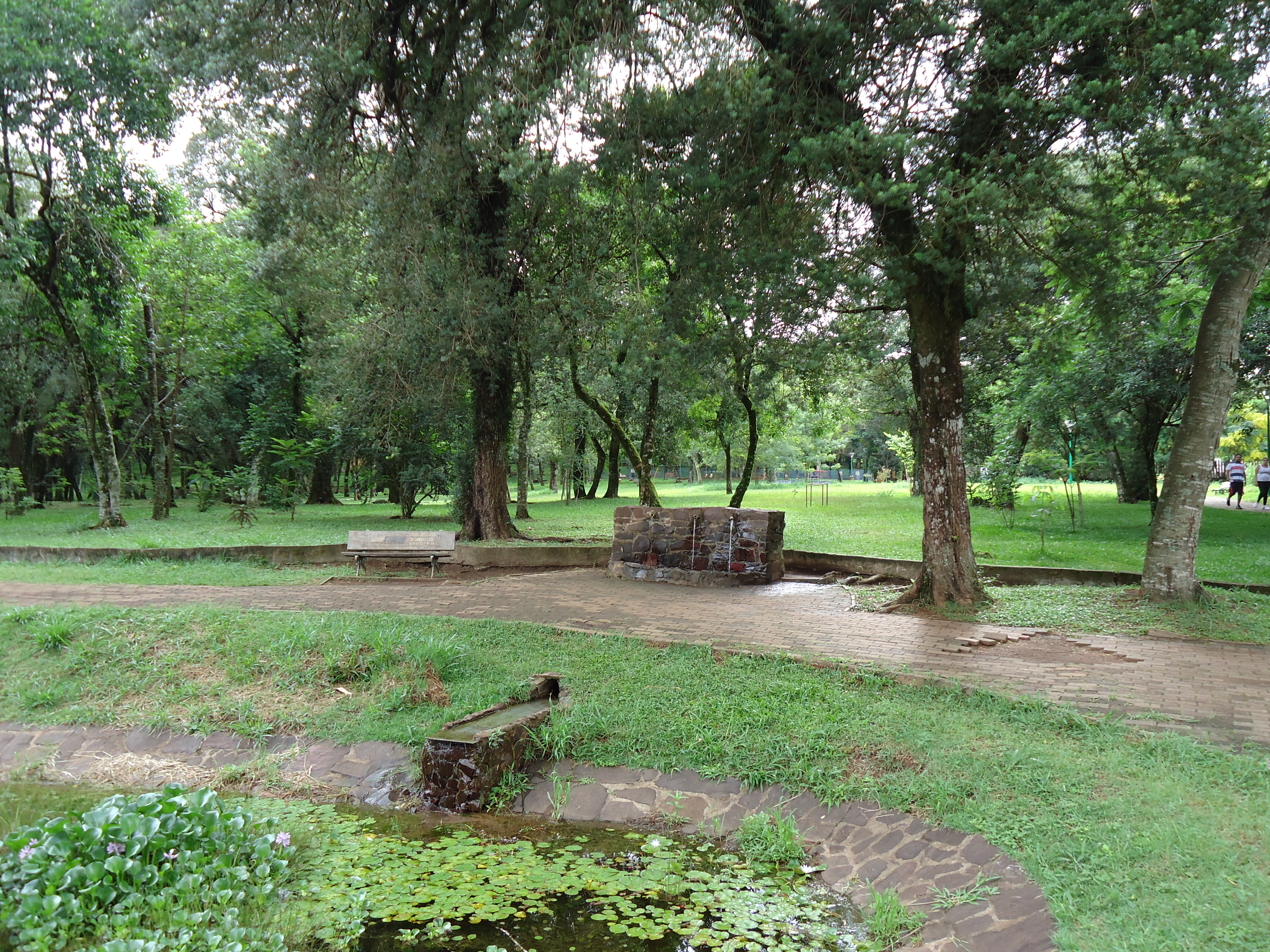
Parque Tarquínio Santos

A preocupação com a preservação ambiental sempre esteve presente no planejamento de Cascavel, que dedicou vários espaços abertos ao público.  
No município há vários parques, como o Bosque Municipal Elias Lopuch, no bairro Parque Verde; o Centro de Educação Ambiental Suely Festugatto, conhecido como "Parque Ambiental", localizado às margens da rodovia BR 277; o Ecopark Oeste, no bairro Santa Cruz; o Ecopark Morumbi, com 91 mil metros quadrados e que serve a região de influência do bairro Morumbi; a Fonte dos Mosaicos, no bairro Cancelli, que conta com trilhas para caminhadas e várias fontes de água potável, oriundas de nascentes do Rio Cascavel; o Lago Municipal, com cerca de 1,2 milhões de metros quadrados, entre lâmina d'água e mata nativa; o Parque Ambiental Hilário Zardo, conhecido como "Parque Vitória", localizado entre os bairros Country e Cancelli; o Parque Salto Portão, conhecido como "Ponte Molhada", no bairro Morumbi; o Parque Tarqüínio Santos, no bairro Parque São Paulo; o Zoológico Municipal, que tem mata nativa, animais da fauna brasileira e estrangeira, pistas para caminhadas, museu ambiental, serpentário e várias nascentes.

### Cultura
Entre os espaços culturais de Cascavel, destaca-se a Biblioteca Pública, o Centro Cultural Gilberto Mayer, complexo multiuso; o Museu da Imagem e do Som - MIS; o Museu Histórico Celso Sperança; a Igreja do Lago, primeiro templo de Cascavel, construído em madeira e preservado para fins culturais; o Teatro Emir Sfair e o Teatro Municipal de Cascavel, maior do interior do Paraná.

### Eventos

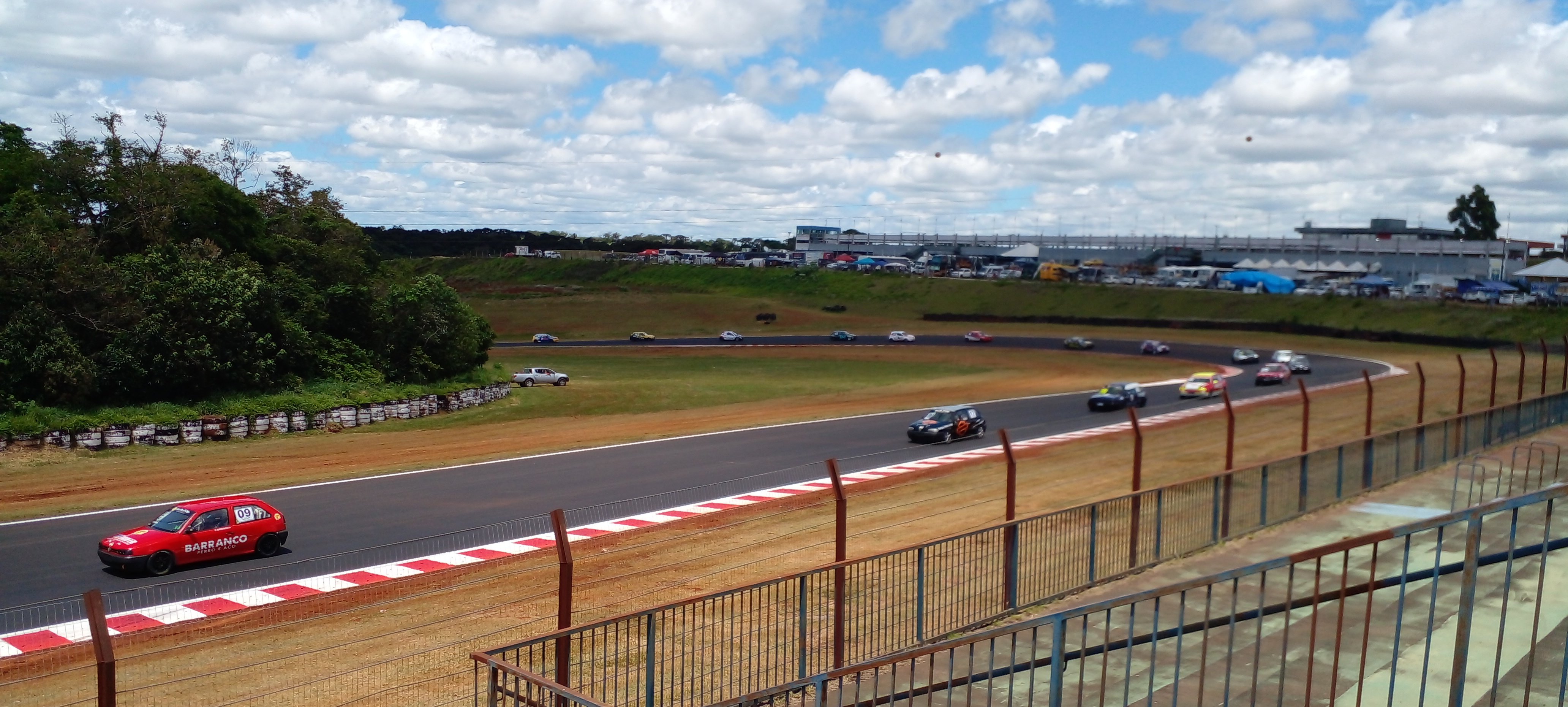
Autódromo de Cascavel

Em Cascavel há eventos que se tornaram tradicionais, como a prova automobilística Cascavel de Ouro, disputada desde 1967, é a principal prova na categoria Turismo do Brasil; a Expovel, feira agropecuária realizada desde a década de 1970; Festa da Padroeira, organizada pela Arquidiocese e realizada defronte à Catedral Metropolitana, conta com pratos típicos da região; a Festa do Trabalhador, do Seminário São José, ocorre desde os anos 1960 e é conhecido por realizar o maior churrasco do mundo, cuja atração principal é a "Costela Fogo de Chão", prato típico do município; o Show Pecuário e o Show Rural Coopavel, eventos realizados pela Cooperativa Agroindustrial de Cascavel, conhecidos internacionalmente e que atraem centenas de milhares de visitantes a cada edição; o Brasa Festival, maior evento de churrasco do Brasil.
Entre as principais estruturas para evento estão o Centro de Convenções e Eventos de Cascavel, o Parque Celso Garcia Cid e o Parque da Coopavel. 

### Prato típico
Escolhido em concurso, o prato típico de Cascavel é a "Costela Fogo de Chão", conhecido também como "costelão", que consiste em churrasco preparado com uma grande peça de costela bovina, que é presa em um espeto de madeira ou de metal, assada na posição vertical por um período aproximado de doze horas, com fogo por todos os lados, feito diretamente no solo, sem o uso de churrasqueira.
O costume de preparar o "costelão" veio com os colonizadores originários de regiões produtoras de gado do Rio Grande do Sul e de Santa Catarina, muito comum em confraternizações particulares e eventos públicos, dada a facilidade para se encontrar os principais ingredientes: lenha e carne.
O prato é servido em eventos públicos e particulares, como a Festa da Padroeira, o Brasa Festival e a Festa do Trabalhador. 

## Ensino superior
O município é o polo universitário do oeste em face do número de instituições de ensino superior e de alunos.

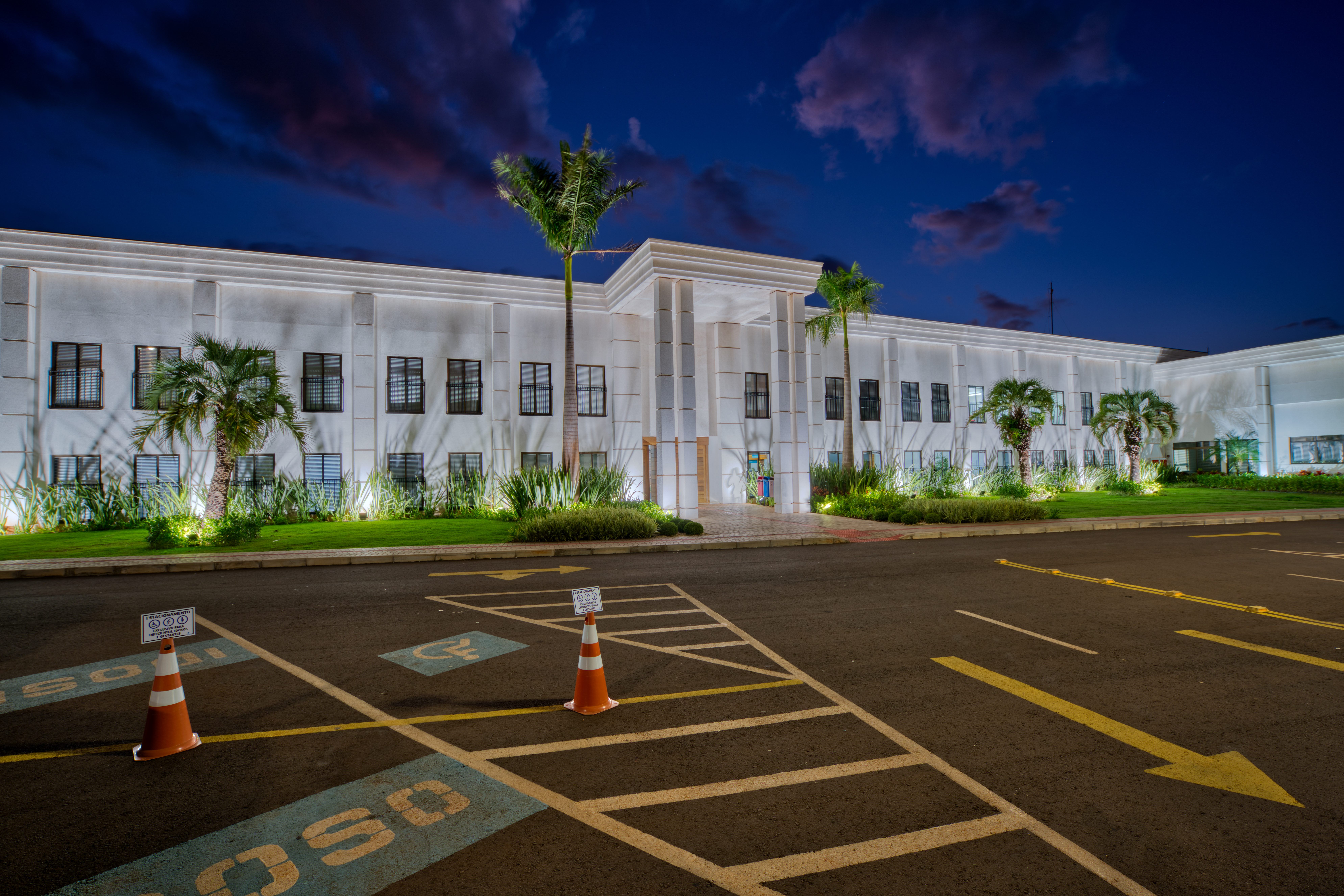
Universidade em Cascavel

Estima-se uma população de aproximadamente 21 mil estudantes universitários, dos quais uma parcela significativa vinda de outras regiões e estados.
Entre os centros de ensino superior estão o Centro Universitário de Cascavel, o Centro Universitário Fundação Assis Gurgacz, Faculdade Alfa Brasi, a Faculdade de Tecnologia SENAI, Faculdade Missioneira do Paraná, o Instituto Federal do Paraná, Universidade Estadual do Oeste do Paraná, Universidade Norte do Paraná e a Universidade Paranaense.

## Esportes
Pioneiro do automobilismo no interior do Brasil, Cascavel conta com diversas estruturas, como autódromo, kartódromo, estádios e centros esportivos.
Sedia eventos consagrados, como a Copa Truck, Stock Car Brasil, Moto 1000 GP, Campeonato Brasileiro de Turismo, Mercedes-Benz Challenge, Cascavel de Ouro e Campeonato Brasileiro de Kart.
Em 2020 foi instalada a base permanente da Seleção Brasileira de Canoagem, que utilizará as estruturas da cidade para treinamento.

Em fevereiro de 2021 foi inaugurado o Centro Nacional de Treinamento em Atletismo, um dos cinco existentes e o mais moderno do Brasil.

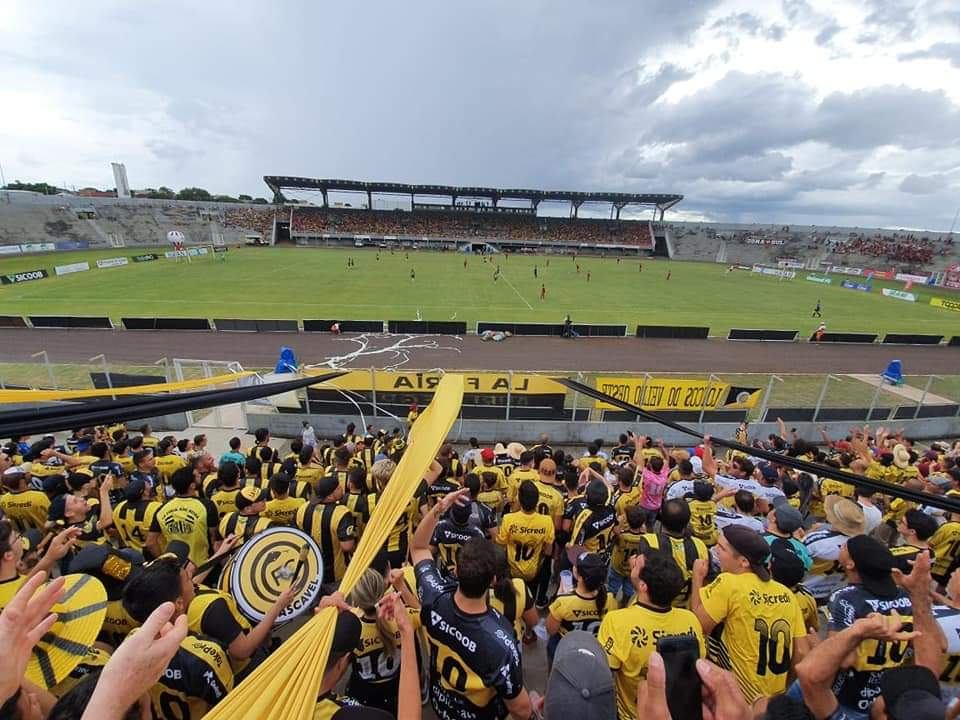
Partida do Futebol Clube Cascavel

### Equipes esportivas
As principais equipes desportivas de Cascavel são a Associação Cascavelense de Futsal, o Cascavel Futsal Clube, bicampeão consecutivo da Libertadores da América em 2022 e 2023, o Clube de Regatas de Cascavel, o Futebol Clube Cascavel e o clube feminino Stein Cascavel, que em 2023 conquistou a Libertadores Feminina de Futsal.

### Principais estruturas
Cascavel conta com estruturas para a prática de esportes, como o Autódromo Internacional de Cascavel, primeiro do interior do Brasil com pista de asfalto; o Centro Esportivo Ciro Nardi, espaço multiuso criado no espaço do antigo estádio municipal; o Centro Nacional de Treinamento em Atletismo, único centro de excelência do Sul do Brasil; o Estádio Olímpico Regional, com capacidade para 25 mil pessoas; o Kartódromo; o Ginásio Sérgio Mauro Festugato; a Base de Canoagem, além de dezenas de ginásios esportivos e quadras localizadas nos bairros da cidade.

### Câmeras ao vivo
Imagens ao vivo das câmeras do Portal CATVE
- Aeroporto
- Autódromo
- Centro
- Ciro Nardi
- FAG
- FAG 2
- Praça da Bíblia
- Praça do Migrante
- Rua Presidente Kennedy
- Trevo Cataratas